# ドルーシャウトの肖像画
ドルーシャウトの肖像画（Droeshout portrait ）は、イングランドの版画家マーティン・ドルーシャウトが製作したシェイクスピアを描いた版画であり、1623年に出版されたシェイクスピアの戯曲集「ファースト・フォリオ」の扉に口絵として使われたことで知られている。間違いなくシェイクスピアを描いたものといえる2点しかない肖像画のうちの1つであり、もう1点は彼の故郷であるストラトフォード・アポン・エイヴォンの墓碑としてつくられた彫刻であるが、いずれもシェイクスピアの死後になって製作されたものである。
当時から出版物の口絵に肖像画を用いることは一般的だったが、この版画が正確にはどのような状況で製作されたのかは明らかではない。また、2人いる「マーティン・ドルーシャウト」のどちらがこの版画をつくったのかも不明であれば、現存する絵ないしスケッチがどの程度までシェイクスピアの特徴を伝えているのかも定かではない。芸術作品として見た場合、批評家は概してこの絵に好意的ではないが、わずかながら擁護する立場の論者もいる。シェイクスピア別人説を唱える人間はこの絵に隠されたメッセージを発見したと主張している。

## ステート
この版画には2段階の「ステート」がある。つまりドルーシャウト自身による同一の原版から印刷された異なるバージョンの肖像画が存在する。第1ステートのものはきわめて数が少なく、4点しか現存していない。おそらくこれは試し刷りで、修正する必要があるかどうかを彫師が確かめるためにつくられたものである。現存する「ファースト・フォリオ」の圧倒的大多数は第2ステートを使用している。こちらのほうが陰影がはっきりしており、他にも細かな違いがあるが特に顎のラインと口ひげが対照的である。
もっと後になってからの第2ステートの版画も、わずかな修整が加わっているが、ロバート・アロットが新たに編纂して出版したシェイクスピアの戯曲集である「セカンド・フォリオ」のため、1632年にトマス・コーツが同じ版から印刷したものである。以降の「フォリオ」にも再利用された原版は当時すでに摩滅が始まっていたが、繰り返し再刻された。1640年にはもうウィリアム・マーシャルがジョン・ベンソンの編んだソネット集のために新しく版画の図案をつくり印刷を行っている。その後に複製されたこの肖像画は、全て後世の版画家が原版から印刷された画を写しとってつくった版画である。

## 2人のマーティン・ドルーシャウト
ドルーシャウト家はオランダからイギリスへと渡った芸術家の一族である。この家にはマーティンという名の人間が2人いたために、この版画を製作したのかどちらなのかをめぐって議論がたたかわされた。多くの論者が小マーティン・ドルーシャウト（1601年 - 1639年以降）を作者だとしている。彼はブリュッセル出身の移民であるマイケル・ドルーシャウトの息子であるが、生年と家系をのぞけばほとんど知られていない。しかし父も彫刻師であったため、マーティンもその後を継ぎ、シェイクスピアの版画を手がけることになったと考えられている。シェイクスピアが没した年に小マーティンは15歳であり、おそらくはこの詩人に会ったことがないまま、既存の肖像画をたよりに仕事をした。
小マーティンの叔父であるマーティン・ドルーシャウト（1560年頃 - 1642年に関する新事実を明らかにしたのがメアリ・エドモンドによるドルーシャウト家の調査および研究である。エドモンドによれば、大マーティンは「画家と染色家のための名誉組合」のメンバーだったのである。彼女は次のように書いている。
シェイクスピアの版画は小マーティンの作とするのが習いとなっているが、これは文書で裏付けられた芸術家である同名の叔父がいたことを鑑みれば道理にあわないように思われる。1601年生まれのマーティン・ドルーシャウトは無名の人物であり、釣り合いがとれていない
しかし2000年代に入ってジューン ・ シュルーターが「ファースト・フォリオ」の彫刻師がマドリードに滞在していたことで知られる時期に大マーティンはロンドンにいたことを示す証拠を発見した。彼女は大マーティンがシェイクスピアの肖像画の作者であるというエドモンドの主張を証明するためにこの資料調査を始めたのだが、この新発見から導き出されたのは、実際の作者は小マーティンのほうであるという結論だった。
伝統的に小マーティンが作者だとされてきたのは画家としての技量の問題からだった。大マーティンは一般に甥よりも技巧に優れた芸術家とされており、裏を返せばこの肖像画の身体の描き方にみられるぎこちなさは、小マーティンの版画に通じるものがあったのである。ナショナル・ポートレート・ギャラリーも暫定的に小マーティンを作者として認定していた。

## 意義

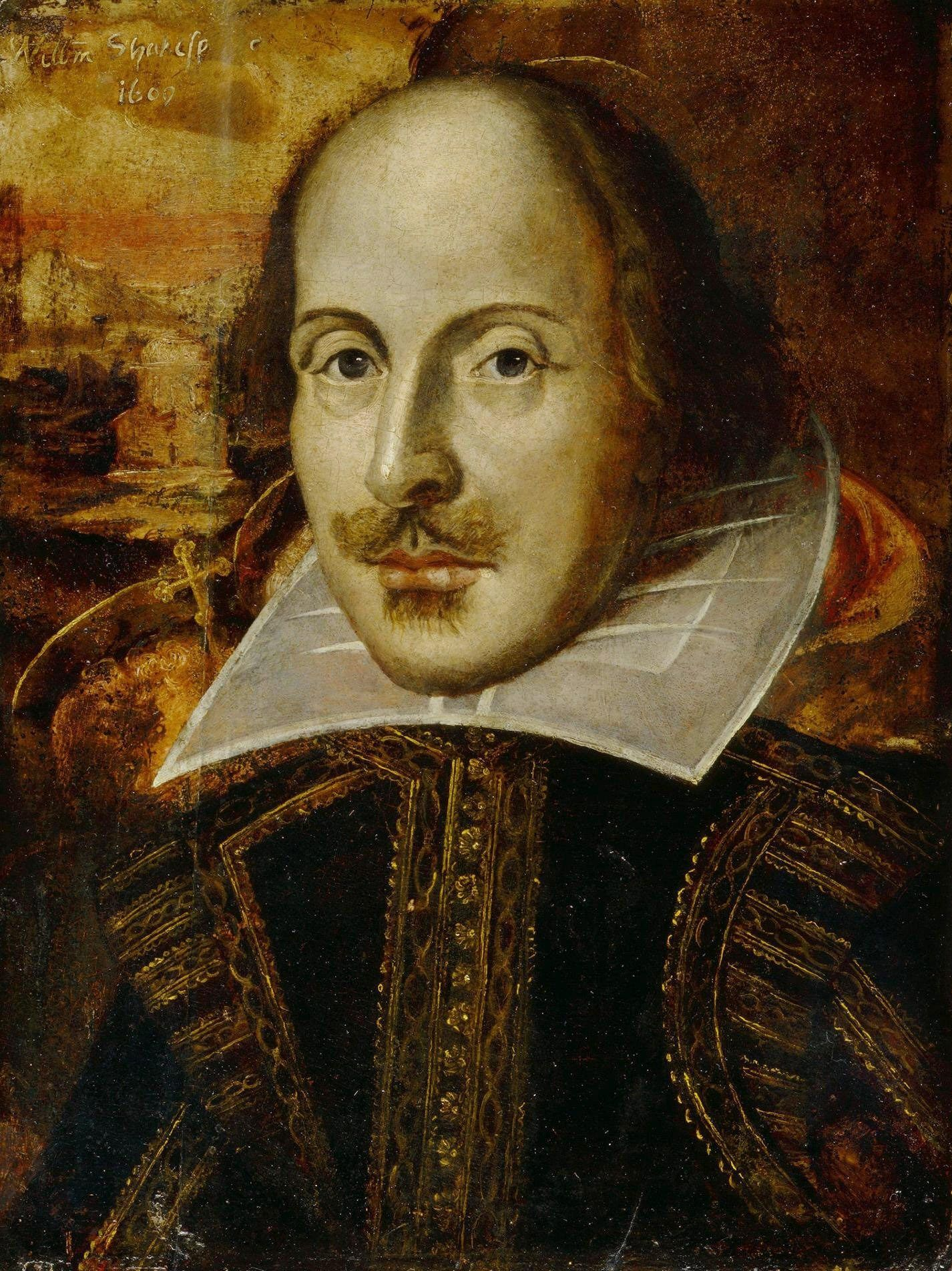
エドワード・フラワーによるシェイクスピア像

この肖像画は、シェイクスピアの友人ベン・ジョンソンからも讃えられるできばえではあった。版画に並べて印字された詩「読者に」のなかで、ジョンソンは絵が詩人によく似ていると褒めており、彼によれば「彫刻刀は争いの種/自ずから本物にまさる」し、精確に「彼の顔をうがつ」ている。一方でシェイクスピアの読者がめあてにしている彼の「ウィット」はとらえそこねている、とも書いている。
しかしこうして肖像画としての正確さについて証言が得られたことで、評論家はドルーシャウトの版画を材料にしてシェイクスピアを描いたと伝えられる肖像画の真贋を見極めたのだった。19世紀の画家であり著述家のエイブラハム・ウィベルはこう言っている。
さまざまな時代で世間の注目をほしいままにしてきたペテン師のほとんどがこの鍵によって暴かれ、見破られるといってもよいだろう。どんな偽の証拠にも反論できる証人であり、いかに本物と認めるかいかに有罪を告げるか、いずれどんな鑑識眼も満足させることだろう
同じような文脈でターニャ・クーパーも2006年に「最終的にシェイクスピアの容姿に関して妥当な視座を与えてくれる唯一の肖像画である」と書いている。

### 触発源
シェイクスピアの研究者はこの絵を他の肖像画の正しさを測るものさしとしてみるだけではなく、ドルーシャウト自身の触発源にも迫ろうとしている。19世紀の学者であるジョージ・シャーフは、光と影が矛盾していることを根拠にオリジナルの絵が「リムニングかクレヨン画のどちらか」であると主張した。両者とも立体感を明暗法ではなく主に輪郭線で表現する技法である。また彼はドルーシャウトが立体的な影を加えるには作家として未熟だったとも推論している。メアリ・エドモンドは大マーティンが肖像画家のマルクス・ヘーラールツと交流があったことをうかがわせる点を指摘し、かつてヘーラールツもシェイクスピアの肖像画を描いていたことを示す資料があると記している。彼女のまとめによれば、この現存していないヘーラールツの絵をもとにドルーシャウトの版画はつくられている。またダブレットやカラーの描写や立体表現が稚拙であることはドルーシャウトが倣った原図にはシェイクスピアの頭と肩しか描かれていなかったことをうかがわせる。身体の部分は、当時は一般的であったように、彫刻師のほうで付け加えられたものだということだ。
エドワード・フラワーの肖像画として知られるようになる絵が発見されたのは19世紀のことである。絵には1609と年時が入っており、実際に17世紀の板に描かれていたものだった。はじめこの絵はドルーシャウトが版画に写した大本の作品だと広く受け入れられたが、1905年に美術研究者のマリオン・シュピールマンがこの肖像画はドルーシャウトの版画の第2ステートと一致することを証明した。もしこれが原図であるならば第1ステートに忠実であるはずだと考えたシュピールマンはそれが版画から写されたものであると結論づけた。2005年に行われた科学的分析からも、この絵が17世紀のオリジナルの肖像画に重ねて描かれた偽物で、時代は19世紀のものだということが裏付けられた。

## 研究

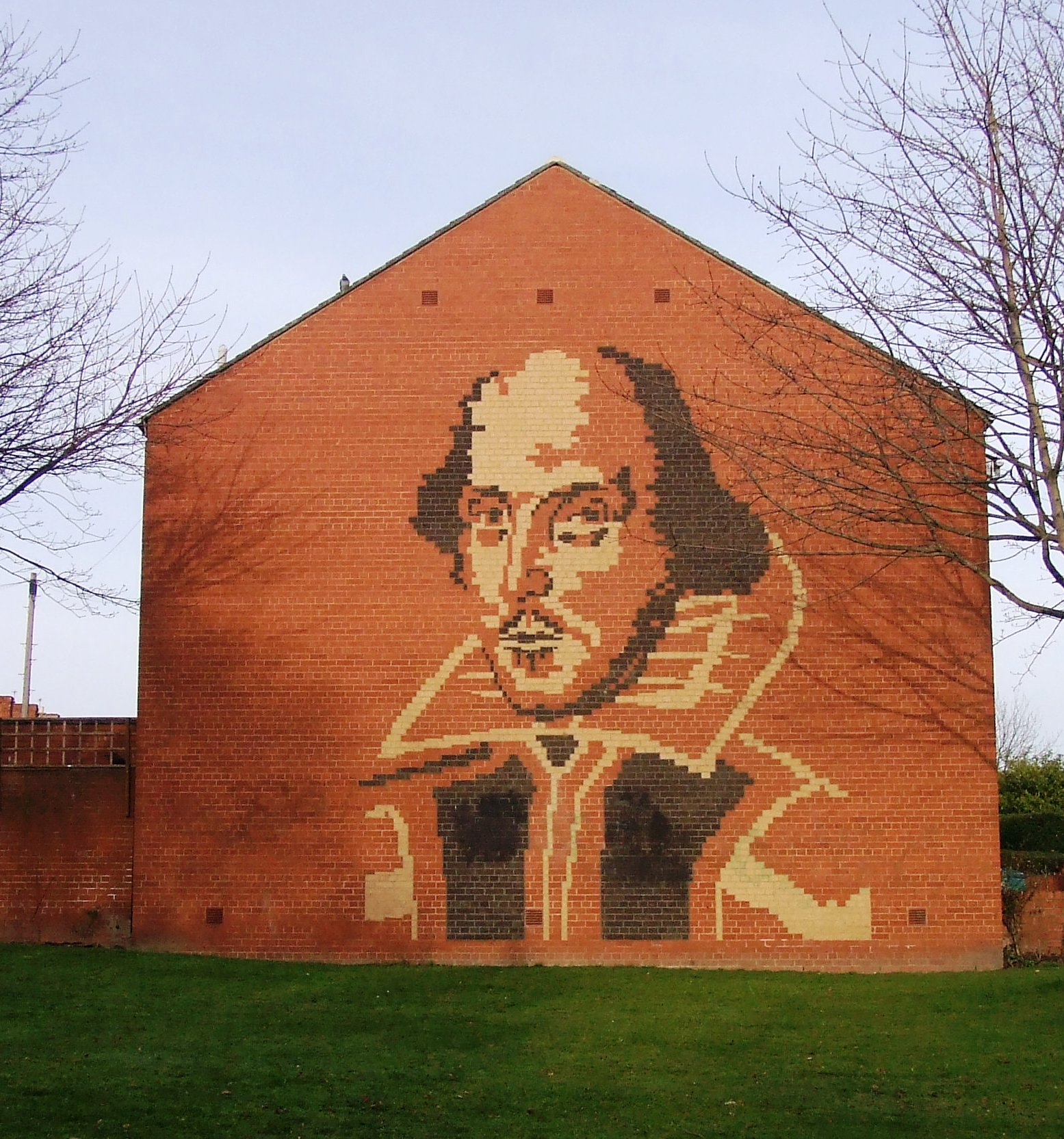
ニューカッスル・アポン・タイン、ヒートンのストラトフォード通りにある煉瓦の家屋に描かれたドルーシャウトの版画

立体表現が稚拙であり、頭と身体の関係もぎこちないことから、多くの批評家がこの版画はシェイクスピアを描いた作品としては拙い部類に入ると考えている。J・ドーヴァー・ウィルソンは「プディング顔の肖像」 と呼び、シドニー・リーは「面長で額が上の方にあるし、左耳はぶかっこうに見える。頭のてっぺんは禿ているのに、耳にかかるだけの髪はたっぷりある」と書いている。サミュエル・ショーエンバウムも否定的で
版画の中でごわついた白襟に立てかけられたシェイクスピアの巨大な頭は、肩幅だけ広い馬鹿に小さなチュニックの上に置かれている…。光は様々な方向から同時に差し込み、球根のような額のこぶ―「ひどく悪化した水頭症」と呼ばれている―に注がれている。さらに光によって右目の下には奇妙な三角形が生じており、（第2ステートでは）右側の髪の毛の先が照らし出されている

と述べている。クーパーは「イングランドでは版画の技術は発展途上にあり、熟練の彫刻師は比較的少なかった。とはいえそうした緩い水準からしても、ドルーシャウトの版画はあまりに隙だらけだ」と書いている。ベンジャミン・ロランド・ルイスによれば「ドルーシャウトの仕事はほぼ全てが芸術作品として同じ欠点を抱えている。彼は版画の様式が安定した時代の彫刻師であり、創造的な芸術家ということはできない」。
全ての批評家がこのような厳しい見方をしているわけではない。19世紀の著述家ジェイムズ・ボーデンは「私にとってこの肖像は、穏やかな慈愛をたたえ、優しく人を思いやり何もかも包み込む一面を持っている。メランコリーが気まぐれな思いつきに席を譲ったときのような、ないまぜになった感情のようなものがここにはある」と語り、この「嫌われている作品」がどんな有名な肖像画よりもシェイクアスピアの特徴をとらえているという友人の俳優ジョン・フィリップ・ケンブルの考えも紹介している。

### 陰謀論

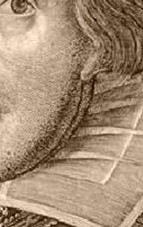
影と顎のラインの間に線が引かれている。陰謀論者がシェイクスピアの顔は仮面だと主張するゆえんである

シェイクスピアの戯曲には真の作者が別にいる、という説の支持者は、その秘密に迫る鍵が肖像画には隠されていると主張している。実際にドーヴァー・ウィルソンは、シェイクスピアの版画と「葬儀像」(funeral effigy)が稚拙であるのは、「ベーコン卿やダービー伯、オックスフォード伯のため―真の作者としてその時々に流行の貴族であれば誰でもよい―『ストラトフォードのシェイクスピア』を作者の地位から引きずりおろそうとする動き」が背景にあるからだと主張している。1911年にウィリアム・ストーン・ブースが出版した本は、シェイクスピア作品を書いた人間がフランシス・ベーコンであることを証明し、版画の顔は彼との「解剖学的な一致」がみられると主張するものだった。ブースは版画にいくつかのベーコンの肖像画を重ね「画像の組み合わせ」を行ったのである。しかし後に同じ手法をとったチャールズ・シドニー・ボークラークはこの肖像画はオックスフォード伯を描いたものであると結論づけている。1995年にはリリアン・シュワルツがこの手法にコンピューターを導入して、エリザベス1世の肖像画がもとになっていると論じている。
別の角度からのアプローチとして、この版画はウィリアム・シェイクスピアを描いてはいるが、彼を貶めるためにわざと醜くしたという説や、彼は作者を隠すための仮面に使われているという説がある。ダブレットの右袖は肩の裏側が表に来ているし、立体表現のための影と顎のラインとの間に線が引かれていることは仮面であることを示唆している。エドウィン・ダーニング・ローレンスによれば「何の問題もない。疑問をはさむ余地がないのだ。事実これは巧妙に描かれた暗号なのである。描かれているのは2本の左腕と仮面だ…。特に注目すべきは耳が仮面のものであるため奇妙な目立ち方をしていること、さらに仮面の縁がつくる線がはっきりと見てとれるということだ」。
こうした説が美術史において主流となったことはない。ベンジャミン・ロランド・ルイスは、しばしば陰謀説に利用される特徴的な表現はこの時代の版画には普遍的にみられるものであり、おかしなものではないと書いている。例えばヘレフォードのジョン・デイヴィスの版画にもそういった奇妙な部分のほとんどが共通している。つまり頭が胴体にどう置かれているのかがわかりにくかったり、「右肩と左肩の描き分け方が同じようにぎこちない」のである。